# The Siege (Star Trek: Deep Space Nine)
"The Siege" és el tercer episodi de la segona temporada de la sèrie de televisió de ciència-ficció estatunidenca Star Trek: Deep Space Nine, el 23è de tota la sèrie. És el tercer de l'arc narratiu de tres episodis de la franquícia. Originalment es va emetre en redifusió a partir de l'11 d'octubre de 1993. L'episodi va ser dirigit per Winrich Kolbe en base a un guió de Michael Piller.
Ambientada al segle XXIV, la sèrie segueix les aventures a Espai Profund 9, una estació espacial situada prop d'un forat de cuc estable entre els Quadrants Alfa i Gamma de la Via Làctia, prop del planeta Bajor, mentre els bajorans es recuperen d'una brutal ocupació de dècades pels imperialistes cardassians. Aquest episodi conclou l'arc argumental de tres episodis que va iniciar la segona temporada de la sèrie, després de "The Homecoming" i "The Circle". En els episodis anteriors, Li Nalas, un heroi de la resistència bajorana contra l'ocupació cardassiana, va ser nomenat enllaç amb Espai Profund 9, però a mesura que el moviment nacionalista bajorà conegut com el Cercle va guanyar influència, el govern bajorà ordena a la Flota Estel·lar que evacui el DS9. En aquest episodi, Li i el comandant de la Flota Estel·lar Benjamin Sisko ajuden a evitar que el Cercle confisqui el DS9, mentre que la Major Kira i la Tinent Dax intenten desacreditar el Cercle davant el govern bajorà.

## Argument
Les naus d'assalt bajoranes s'acosten a Espai Profund 9 com a part d'un cop d'estat militar contra el govern bajorà liderat pel moviment xenòfob "El Cercle". Sisko anuncia que està evacuant la població civil de l'estació i qualsevol que vulgui marxar; tota la tripulació es presenta voluntària per quedar-se amb ell i lluitar. Li Nalas calma la multitud de passatgers civils inspirant coratge als seus companys bajorans. Quark acaba abandonat a l'estació quan un pla per guanyar diners comprant i venent seients a les naus d'evacuació fracassa.
Un cop arriben les forces bajoranes, no hi ha cap rastre de la presència de la Federació; tanmateix, el general Krim sospita que el personal de la Federació encara és a bord. El líder del cop d'estat Jaro Essa ordena a Krim que capturi Li Nalas viu, convençut que pot subornar Li perquè s'uneixi al Cercle. Els soldats de Krim comencen una recerca a l'estació; el cap de seguretat Odo utilitza les seves habilitats de canvi de forma per ajudar la tripulació a evitar ser detectat, mentre que Sisko i la seva tripulació llancen una campanya de guerrilla per assetjar i desbaratar la milícia bajorana.
Kira i Dax són enviades a portar proves a Bajor que els cardassians donen suport al Cercle. Deixades en una lluna on els bajorans van emmagatzemar diversos petits caces estel·lars durant l'ocupació, aconsegueixen que una de les naus funcioni i volen a Bajor. La seva nau és abatuda per caces bajorans, cosa que requereix un aterratge forçós.
Sisko i la tripulació atrapen un grup liderat pel segon al comandament de Krim, el coronel Day, en una holosuite. Sisko informa els soldats sobre la implicació cardassiana amb el Cercle i allibera Day perquè transmeti la informació a Krim, però el coronel en canvi li diu a Krim que la Federació està intentant arrabassar el control de DS9 als bajorans. Una exploració dels senyals de comunicadors de la Federació revela que s'amaguen als conductes, i Odo informa a Sisko que els soldats tenen la intenció d'inundar els conductes amb gas. Part de la tripulació distrau el gruix de les forces bajoranes, després de la qual cosa Li i Sisko capturen Krim en un intent de raonar amb ell.
Tot i que Kira resulta ferida en l'accident, Dax la porta al monestir de Vedek Bareil. Ella i Kira es disfressen de clergues per viatjar a la Cambra de Ministres. Un cop allà, Kira s'enfronta als ministres amb proves de la implicació cardassiana; un cop exposat, Jaro es rendeix sense lluitar. En assabentar-se de la implicació cardassiana, Krim retorna el control del "DS9" a Sisko abans de marxar cap a Bajor per dimitir del seu càrrec. Tanmateix, el coronel Day intenta assassinar Sisko en venjança; Li Nalas s'interposa en el camí de l'explosió de l'arma de Day i és assassinat. Day és arrestat, i la reacció combinada pel seu suport cardassià i per haver matat una estimada figura nacional desacredita completament el Cercle.
Arribats a aquí, mentre Kira plora Li, Sisko li diu al Cap O'Brien que Li va ser un heroi de la resistència i que així és com el recordarà.

## Actors convidats
- Max Grodénchik - Rom
- Aron Eisenberg - Nog
- Philip Anglim -  Vedek Bareil
- Louise Fletcher - Vedek Winn
- Richard Beymer - Li Nalas
- Stephen Macht - General Krim
- Frank Langella (sense acreditar) - Ministre Jaro
- Steven Weber - Coronel Day
- Rosalind Chao - Keiko O'Brien

## Càsting
L'episodi inclou moltes estrelles convidades, a més del repartiment habitual del el repartiment de Deep Space Nine. Rosalind Chao, Max Grodenchik, Aron Eisenberg, Hana Hatae, Philip Anglim i Louise Fletcher apareixen en els seus papers recurrents a DS9; els actors convidats inclouen Steven Weber com a Day, Richard Beymer com a Li, Stephen Macht com a Krim, i Katrina Carlson com a oficial bajorana. Frank Langella fa una aparició sense acreditar com a Jaro en aquest i els episodis anteriors, segons Winrich Kolbe, va demanar que no aparegués als crèdits perquè apareixia a la sèrie com a regal per als seus fills, en lloc de per diners o fama.

## Recepció
Keith DeCandido va qualificar "The Siege" a "tor.com" el 2013 com un episodi lleugerament superior a la mitjana de "Star Trek: Deep Space Nine". Va trobar que oferia una acció molt entretinguda i sòlida, així com alguns moments interpersonals agradables, però una baixada significativa de qualitat en comparació amb les dues primeres parts de la història. Va criticar el fet que algunes de les escenes d'acció no tenien sentit (per exemple, mai es va explicar què feien O'Brien i Li a l'oficina d'Odo) i que algunes escenes, com la conversa renovada entre Winn i Jaro, eren només farciment. Va trobar la mort de Li previsible, el final massa precipitat i una restauració massa simple de l'statu quo. Tampoc li va agradar la interpretació del coronel Day per part de Steven Weber.
El 2015, Geek.com va recomanar aquest episodi com a "de visió essencial" per a la seva guia abreujada de visionat compulsiu de Star Trek: Deep Space Nine, i van assenyalar que aquest episodi forma part d'una trilogia que inclou els tres primers episodis de la segona temporada, ("The Homecoming", "The Circle", i "The Siege").
El 2018, SyFy va recomanar aquest episodi per la seva guia abreujada de visionat del personatge bajorà Kira Nerys, com una trilogia amb els dos episodis anteriors.

## Llançaments
"The Siege" i "Invasive Procedures" es van publicar en VHS junts al Regne Unit en una sola cinta de casset (número de catàleg VHR 2719).
El 17 de setembre de 1997 "The Siege" i "Invasive Procedures" es van publicar en LaserDisc als Estats Units. Publicat per Paramount Home Video, el disc òptic de 12 polzades va utilitzar les dues cares durant una durada de 92 minuts amb els programes.
Es va publicar en LaserDisc al Japó el 6 de juny de 1997 com a part de la col·lecció de mitja temporada 2nd Season Vol. 1, que tenia set discos de 12" de doble cara. Els discs tenien pistes d'àudio en anglès i japonès.
L'1 d'abril de 2003, la segona temporada de Star Trek: Deep Space Nine es va publicar en discs de vídeo DVD, amb 26 episodis en set discs
Aquest episodi es va publicar el 2017 en DVD amb la caixa completa de la sèrie, que tenia 176 episodis en 48 discs.